# 블록섬 스쿨

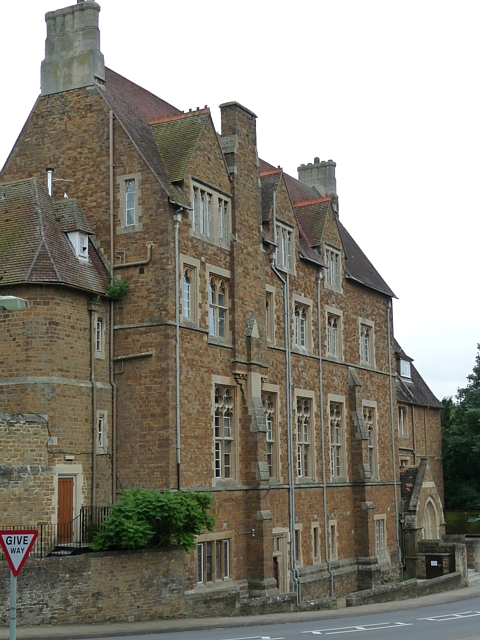

블록섬 스쿨(Bloxham School)은 영국 옥스포드셔에 있는 블록섬 (Bloxham) 이란 마을에 위치한 사립 남녀공학 기숙사 학교이며, 영국의 우드하드 연합 (Woodhard Corporation) 에 속학 학교이기도 하다. 1860년에 설립되었다. 약 500명의 학생들이 있고, 60에이커의 토지를 가지고 있다.